# Marjet Van Puymbroeck
Maria (Marjet) Van Puymbroeck (Antwerpen, 28 maart 1921 – Brasschaat, 21 mei 2018) was een Belgisch senator.

## Levensloop
Tijdens haar kindertijd had ze te kampen met kinderverlamming, wat een stempel drukte op haar verdere ontwikkeling. Tijdens haar jeugd was ze actief bij de KAJ. Ze vatte eerst studies maatschappelijk assistente aan, maar switchte later naar een handelsopleiding. Vervolgens studeerde ze aan de Hogeschool voor Vrouwen. 
Eerst ging ze aan de slag bij kunststoffenverwerker Spruyt & co als commercieel bediende. Later groeide ze door tot secretaris-generaal van dit bedrijf en reisde ze onder meer in opdracht van het bedrijf naar Ierland, waar ze de sanering van een filiaal op zich nam. Vervolgens ging ze als econome aan de slag bij Bank J.Van Breda & C°.
Als mede-initiatiefnemer van de beweging Anders Gaan Leven, waarbinnen kort nadien de Groene Fietsers actie ontstond, verzeilde ze in de partij Agalev en was ze voor deze partij van 1982 tot 1990 gemeenteraadslid van Antwerpen.
Tevens zetelde ze van 1981 tot 1987 in de Belgische Senaat als rechtstreeks verkozen senator voor het arrondissement Antwerpen. Ze was toen de eerste senator van Agalev. In de periode december 1981-december 1987 had ze als gevolg van het toen bestaande dubbelmandaat ook zitting in de Vlaamse Raad. De Vlaamse Raad was vanaf 21 oktober 1980 de opvolger van de Cultuurraad voor de Nederlandse Cultuurgemeenschap, die op 7 december 1971 werd geïnstalleerd, en was de voorloper van het huidige Vlaams Parlement.
Zij overleed op 97-jarige leeftijd. In een reactie op haar overlijden huldigde de partij Groen, de opvolger van Agalev, haar als een pionier van de groene beweging in Vlaanderen.